# Walter Sutherland (Norn)
Walter Sutherland (mort ca. 1850) de Skaw a l'illa d'Unst a les illes Shetland està registrat com a l'últim parlant nadiu de norn, una llengua germànica que s'havia parlat antigament a la zona compresa per les illes Shetland, Orkney i Caithness. Vivia a la casa situada més al nord de les Illes Britàniques, prop de l'actual Unst Boat Haven.
Tanmateix, Sutherland podria haver estat només l'últim parlant natiu de norn a Unst. Jakob Jakobsen va informar que alguns parlants de norn anònims de Foula havien sobreviscut molt després de la meitat del segle xix.